# Dipteron
Dipteron – czasopismo Polskiego Towarzystwa Entomologicznego, dawniej Sekcji Dipterologicznej PTE, wydawane w wersji elektronicznej. 
Pierwszy numer czasopisma ukazał się w 1985 roku. Od 2003 roku Dipteron wydawany jest tylko w formie elektronicznej (wcześniej w wersji papierowej, powielanej metoda kserograficzną).
W czasopiśmie publikowane są następujące prace oryginalne: 
- prace metodyczne dotyczące muchówek;
- notatki faunistyczne dotyczące europejskich muchówek;
- omówienia aktualnych wydarzeń w polskiej i światowej dipterologii;
- sprawozdania z konferencji naukowych poświęconych muchówkom;
- omówienia literatury dipterologicznej (recenzje, komentarze);
- oraz opracowania popularnonaukowe i przeglądowe

Redakcja: Andrzej Józef Woźnica (redaktor naczelny, Wrocław), Anna Klasa (Ojców), Iwona Słowińska (sekretarz redakcji, Łódź), Agnieszka Soszyńska-Maj (Łódź), Wojciech Giłka (Gdańsk), Paweł Trzciński (Poznań).